# Krtkův dort

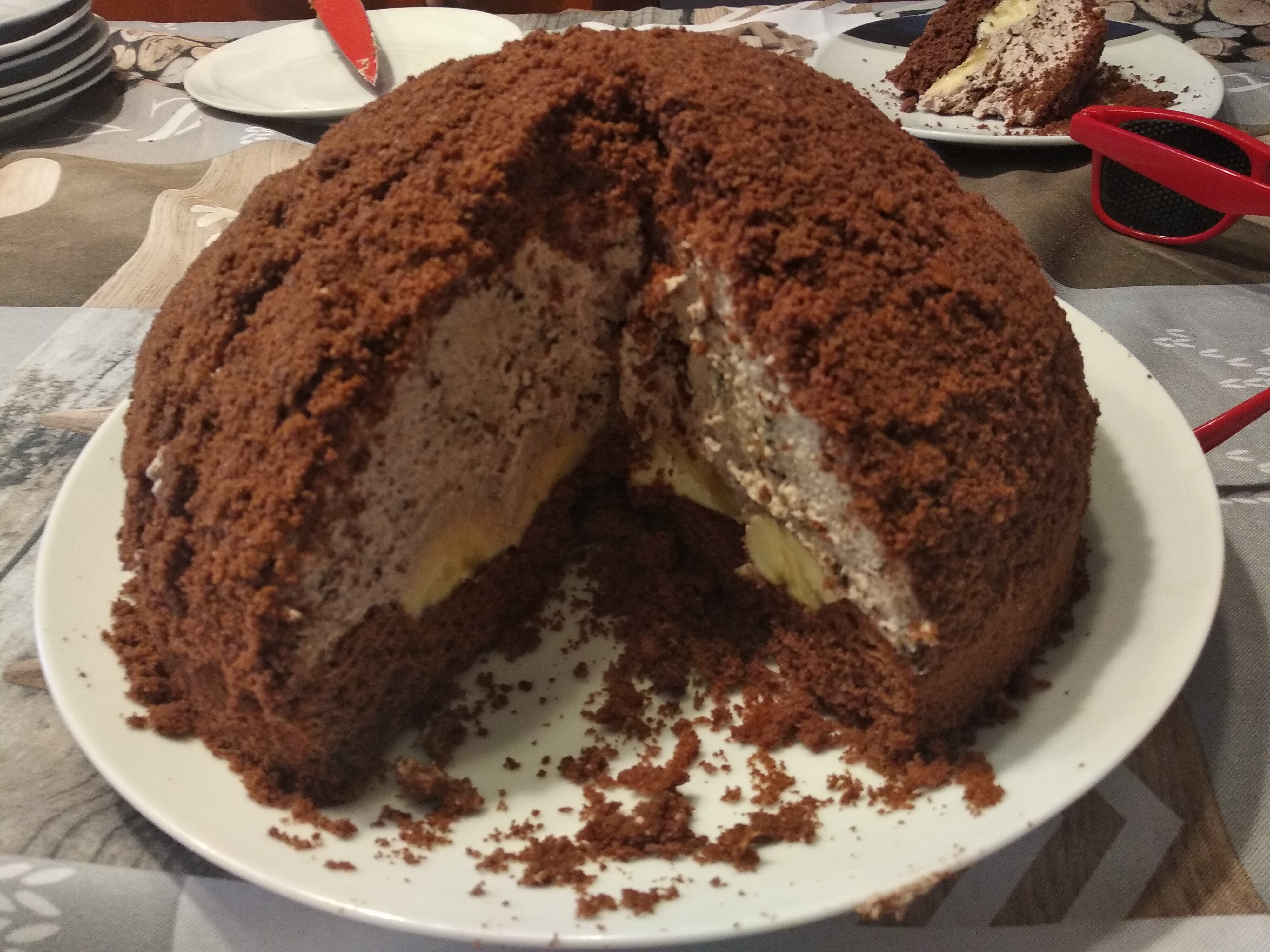
Krtkův dort na řezu

Krtkův dort (německy Maulwurfkuchen) je typ dortu původem z Německa, který se nejčastěji podává jako narozeninový dort. Tento dort má čokoládový korpus, který je plněný krémem ze šlehačky a banánů a je posypán rozdrcenými kousky korpusu, a proto vypadá jako krtina a odtud se odvíjí jeho název.

## Výroba a varianty
Korpus krtkova dortu se obvykle skládá z mouky, čokoládového pudinkového prášku, cukru, kypřícího prášku, oleje a vajec. Krém je ze šlehačky, želatinového ztužovače šlehačky, cukru, tvarohu a nasekané hořké čokolády. Korpus se upeče, poté se vydlabe, naplní se krémem a banány nakrájené na kolečka a nakonec se posype vydlabaným korpusem.
Existuje několik variant krtkova dortu, například krtkův dort naruby (se světlým korpusem a tmavým krémem) nebo jahodový krtkův dort (místo čokoládového pudinkového prášku je použit jahodový pudinkový prášek) a mnoho dalších variant.                                                                             
Dort lze vyrobit také z polotovaru, který prodává firma Dr. Oetker.

## Mem
V roce 2019 se krtkův dort stal memem na českých a slovenských sociálních sítích, kde se s tímto dortem neodmyslitelně pojí hláška „mňam do píči“. Původ této hlášky je v jednom videu o krmení makaků z YouTube z roku 2017. Vznikl také mem ve formě koláže, kde byla tato hláška spojená s memem „Doktore“.